# Assembleia Nacional da Tailândia
A Assembleia Nacional da Tailândia (tailandês: รัฐสภา) é o poder legislativo bicameral do governo da Tailândia.
A Assembleia Nacional foi constituída em 1932, após a adoção da primeira constituição da Tailândia, que transformou o país a partir de uma monarquia absoluta para uma monarquia constitucional. A Assembleia Nacional é sediada na Casa do Parlamento da Tailândia, no distrito de Dusit, na capital tailandesa, Bangkok.
Devido à crise política na Tailândia, em 2013, a Câmara dos Deputados foi dissolvida pela primeira-ministra Yingluck Shinawatra e convocada novas eleições em 2 de fevereiro de 2014, até que foi anulada pelo Tribunal Constitucional da Tailândia. A Assembleia Nacional está extinta por um período indefinido, uma vez que foi substituída pela Assembleia Legislativa Nacional pela autoridade da constituição interina da Tailândia de 2014. Este foi um resultado do Golpe de Estado na Tailândia em 2014.

## Composição
Antes da tomada do poder pela junta militar em 2014, a Assembleia Nacional do Reino da Tailândia foi uma legislatura bicameral, composta de um Senado e uma Câmara dos Representantes. Combinadas, a Assembleia tinha 650 membros, 576 dos quais foram eleitos (500 deputados e 76 senadores). Outros incluem 74 não-eleitos (74 senadores através da seleção do partido). A maioria das eleições na Tailândia seguem o first-past-the-post, sistema que é utilizado nas eleições para os 375 membros da Câmara dos Representantes e 76 membros do Senado. Os restantes 125 membros da Câmara são eleitos pela lista do partido de representação proporcional.

### Senado
A casa superior é chamada de Senado da Tailândia. A câmara é apartidária e limita os poderes legislativos. O Senado é composto por 76 membros, nomeados e os restantes eleitos, um representando cada província. O tempo de mandato no Senado é de seis anos. Ela proíbe membros de ocupar qualquer cargo ou associação adicional em partidos políticos.

### Câmara dos Representantes
A câmara baixa é chamada de Câmara dos Representantes da Tailândia. A câmara é composta de 375 membros de eleições constituintes individuais e 125 membros de "representação proporcional" por listas partidárias, conforme codificado na Constituição da Tailândia de 2007. "Representação proporcional" da Tailândia é votação paralela. Este é o lugar onde os 125 lugares são distribuídos aos partidos políticos de acordo com a "representação proporcional" de voto popular que cada partido recebe. Cada eleitor na Tailândia, em uma eleição geral, tem dois votos. O primeiro é a circunscrição MP. O segundo voto é para o partido que o eleitor prefere. A segunda categoria é então adicionada e os resultados divididos em oito zonas eleitorais. Os outros 375 lugares são eleitos diretamente em uma base eleitoral. O prazo da Casa é de quatro anos, no entanto, a dissolução pode acontecer a qualquer momento.